# Kremvax

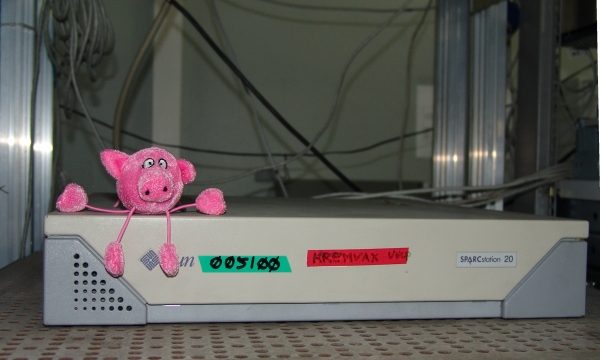
Сервер kremvax в серверной Демоса в 2007 году

Kremvax — изначально выдуманный узел Usenet, якобы находящийся в Кремле.
Первое сообщение, якобы поступившее с этого сайта, появилось 1 апреля 1984 года. В качестве автора сообщения был указан Konstantin Chernenko (К. У. Черненко был в это время руководителем СССР). Название было построено по аналогии с названиями крупных сетевых узлов, часть из которых была компьютерами VAX. Позже в сети появлялись вымышленные узлы moskvax и kgbvax. Автором шутки считается Пит Биртема. Согласно книге Н. Конрадовой «Археология русского интернета»,
Представить себе подключение СССР к интернету в 1984 году было совершенно невозможно: никто не ждал, что из-за железного занавеса вдруг выйдут живые люди. Главное, что делало эту первоапрельскую шутку удачным розыгрышем, – адрес, с которого было отправлено письмо: kremvax. Это был типичный по структуре адрес пользователя Юзнета, где первая часть обычно отсылала к названию организации (Кремль), а вторая означала модель компьютера (VAX). К тому же в 1984 году весь западный мир вспоминал оруэлловскую антиутопию, что тоже было важной частью этого пранка. После того, как по всей сети начали обсуждать письмо Черненко, его реальный автор, которым оказался нидерландский программист Пит Биртема, признался в розыгрыше. По его словам, юмор оценили даже в Пентагоне, фактически в колыбели интернета, где устроили специальное заседание по проблемам информационной безопасности Сети.
Авторы шутки исходили из того, что советских компьютеров типа VAX на самом деле не может быть — в реальности в это время настоящие VAX контрабандно ввозились в СССР, а к концу 80-х были созданы полностью совместимые аналоги. Более того, в 1984 году советская Академсеть имела соединение с мировыми сетями, в том числе Юзнетом, и советские пользователи теоретически могли послать туда сообщение, но фактически это впервые произошло лишь в 1989 году.
В 1990 году компания «Демос» для поддержания шутки одному из компьютеров, списанному из Курчатовского института и переданному в Демос, MicroVAX II, было присвоено доменное имя kremvax.hq.demos.su. Позже появился moscvax.demos.su, а kremvax был перенесён на MicroVAX III.
В 1992 году компания Sun, конкурент VAX, подарила «Релкому» сервер своего производства (SPARCstation 20) с обязательным условием присвоить ему имя KremlSun, по аналогии с «легендарным» в индустрии к тому времени словом KremVAX, и сделать его одним из корневых серверов российской DNS. Сервер, после больших трудностей на таможне, свойственных компьютерной торговле того времени, был установлен на ММТС-9 и стал одним из базовых узлов нарождающегося Рунета.
По состоянию на 2016 год сервер kremvax продолжал функционировать. Где-то в конце 2016 (согласно странице-заглушке, открывающейся при обращении к серверу) сервер прекратил работу.